# Philip Galle

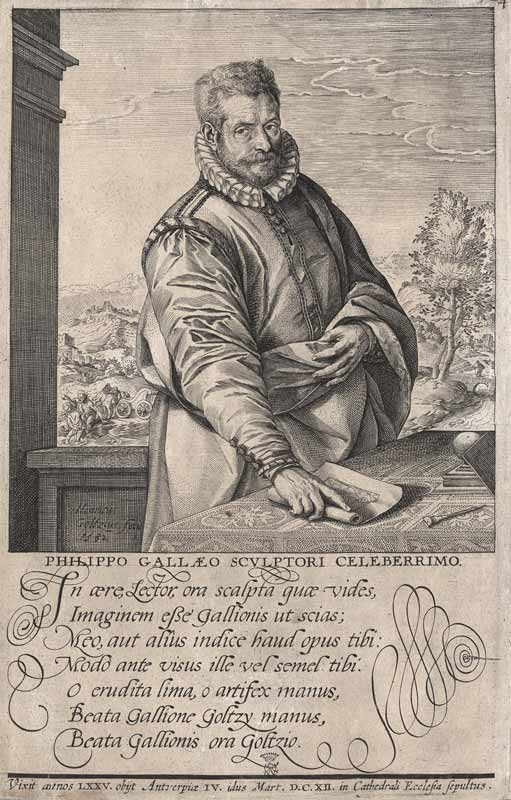
Galle door Goltzius

Philip Galle (ook Philippe, Philips of Filip &c.) (Haarlem, 1537 - Antwerpen, 12 of 29 maart 1612) is het meest bekend van zijn werkzaamheden als graveur en tekenaar. Verder is hij beroemd door zijn reproducties in gravure van diverse schilderijen.
Galle was een leerling van Dirck Volkertsz. Coornhert.
Hij was tijdgenoot van graveur Joannes Wiericx (Antwerpen ca. 1549 - ca. 1615. Vanaf 1557 werden zijn prenten ook uitgegeven door Hieronymus Cock in Antwerpen. Vanaf 1563 gaf Galle zijn eigen prenten zelf uit. Bij de dood van Cock in 1570 verhuisde hij definitief naar Antwerpen. De weduwe van Cock zette de uitgeversactiviteiten van hun bedrijf 'In de vier winden' op een lager tempo verder. Galles jonge bedrijf ontpopte zich vanaf dan tot de toonaangevende prentuitgeverij van Noord-Europa. Met de weduwe van Cock had hij een goede verstandhouding. 
Galle maakte gravures naar voorbeelden van onder anderen Pieter Bruegel, Maarten van Heemskerck, Frans Floris en Jan van der Straet. In 1572 verscheen van hem te Antwerpen Virorum doctorum de disciplinis bene merentium effigies XLIIII, met heel wat portretten van beroemde tijdsgenoten. Hij graveerde onder anderen Thomas More, Christoffel Plantijn, Gemma Frisius, Andreas Vesalius, Georgius Macropedius en Abraham Ortelius.
Kort na het verschijnen van de eerste atlas van Ortelius (Philip was z'n overbuurman) in 1570 kwam Philip Galle op het idee een goedkope, handzame zakuitgave samen te stellen, het Epitome. Hij graveerde de kaarten zelf, liet teksten maken door Hugo Favolius en Pieter & Zacharias Heyns en koos Christoffel Plantijn als drukker. Vanaf 1579 zagen vele taaluitgaven met evenzovele namen het licht: 'Miroir du Monde', 'Spieghel der Werelt', 'Enchridion', 'Epitome' en 'Breve compendio dal Theatro Orteliano'. Dit succesvolle volksatlasje werd het prototype voor alle latere zakuitgaven, de betaalbare variant op de kostbare folio-atlassen.
Vanaf 1585 produceerde hij meer en meer prenten met dogmatische katholieke iconografie. 
In 1591 maakte hij ook een rijk geïllustreerde en, inclusief alle teksten, volledig gegraveerde uitgave van een verhandeling over de kwadratuur uit de omgeving van Fabrizio Mordente.

## Werk in openbare collecties (selectie)
- Rijksmuseum Amsterdam, Amsterdam[2]

Afbeeldingen uit: Theatri Orbis Terrarum 1585

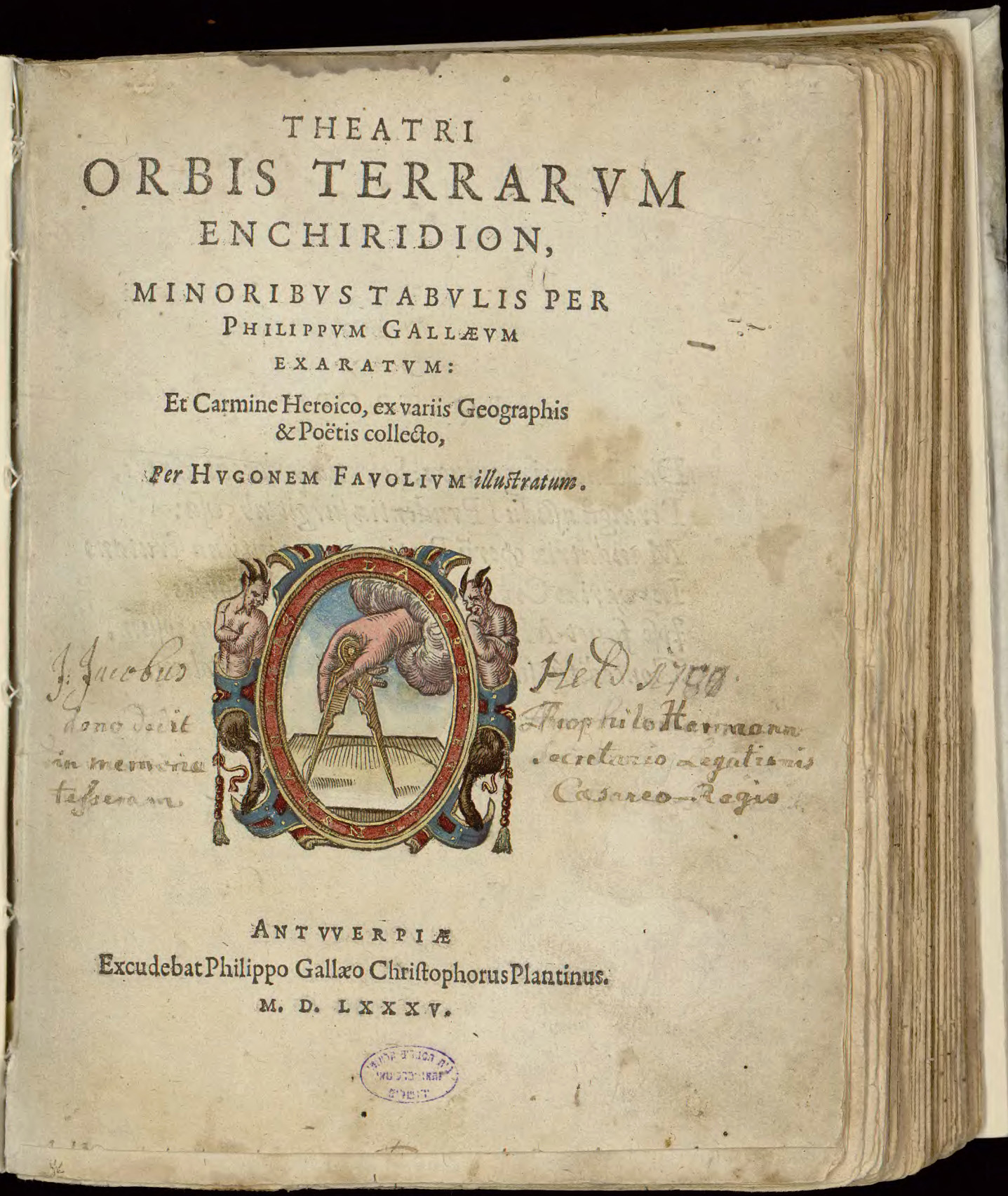
Titelpagina
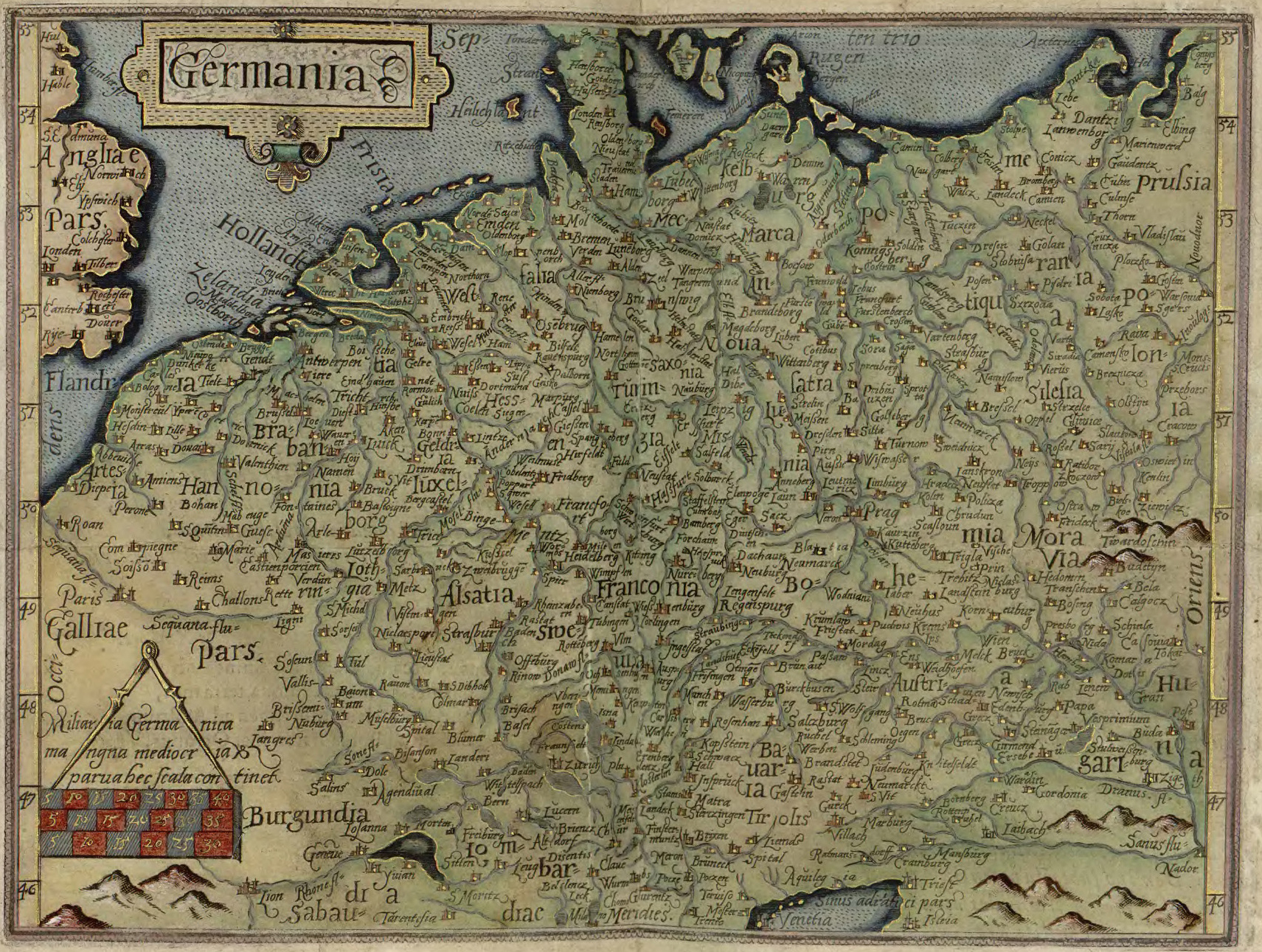
Germania
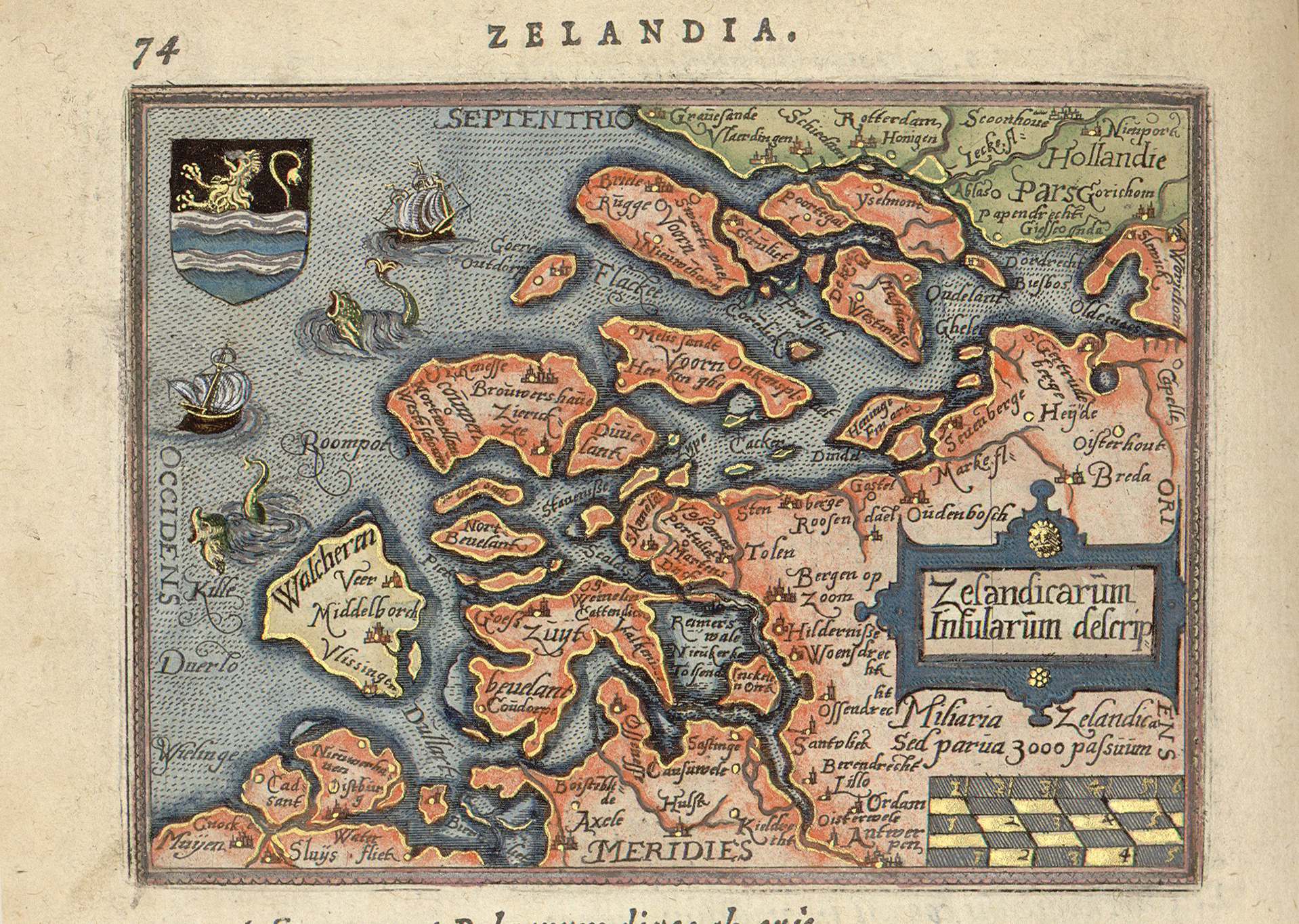
Zelandicarum
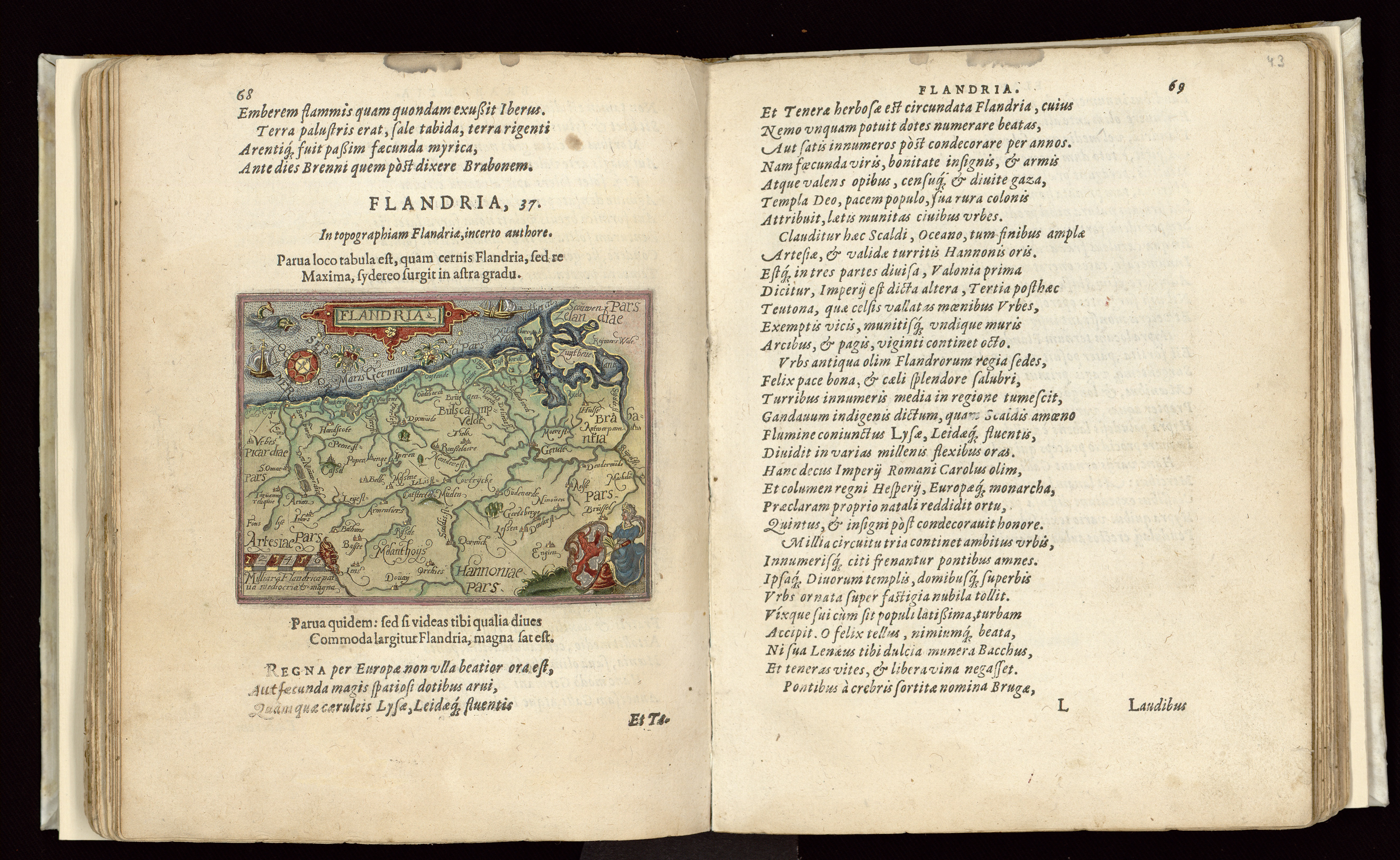
Flandria + tekst

Gravures van Galle

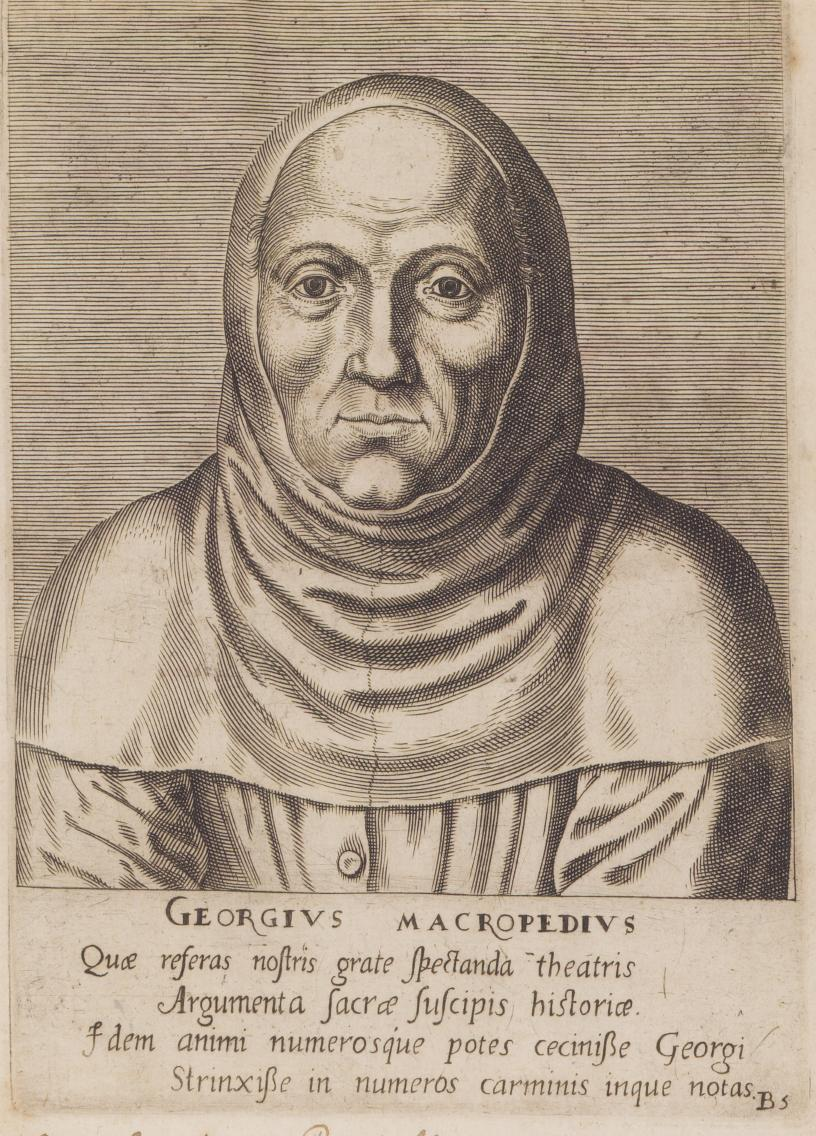
Macropedius
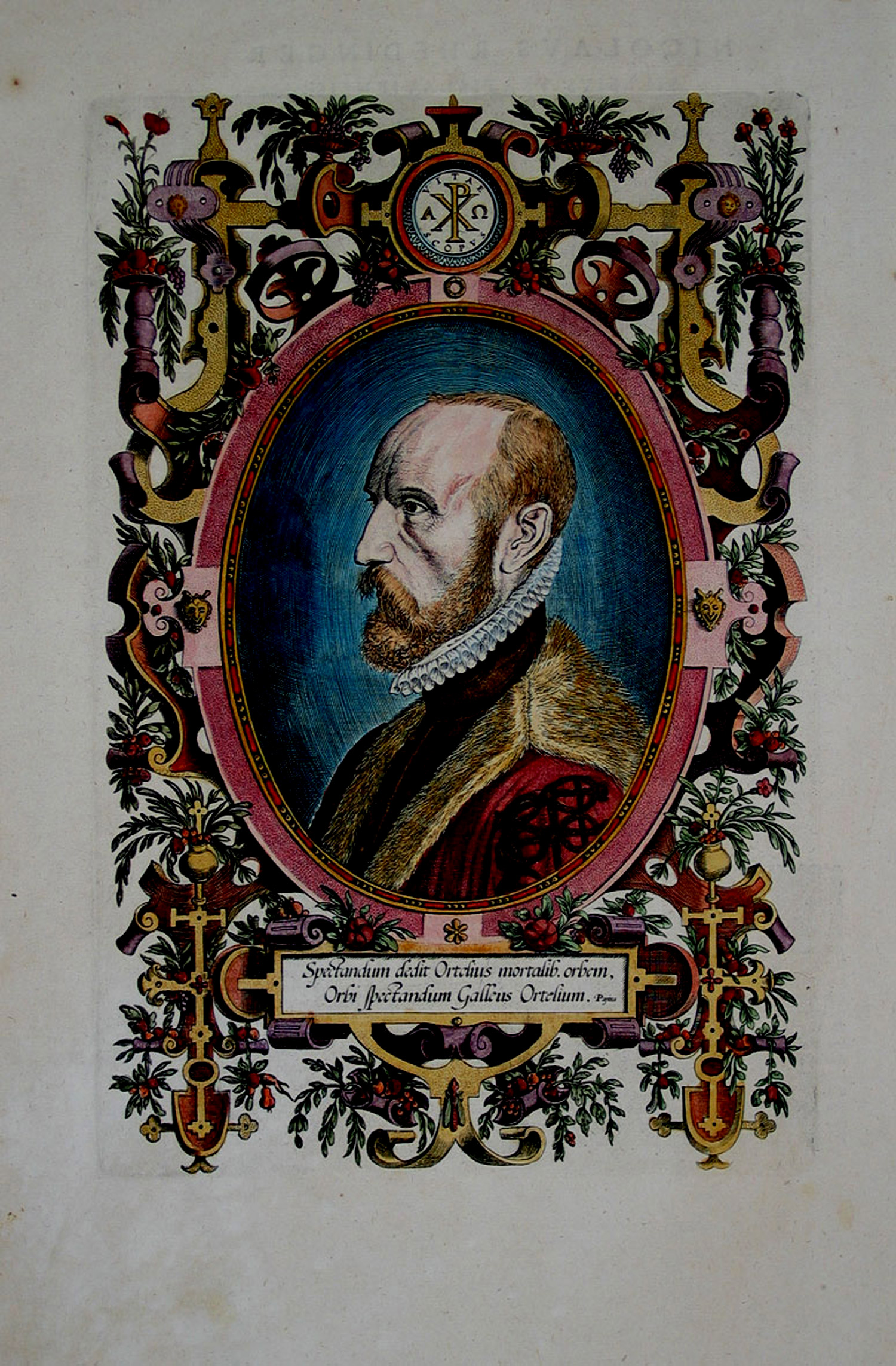
Abraham Ortelius
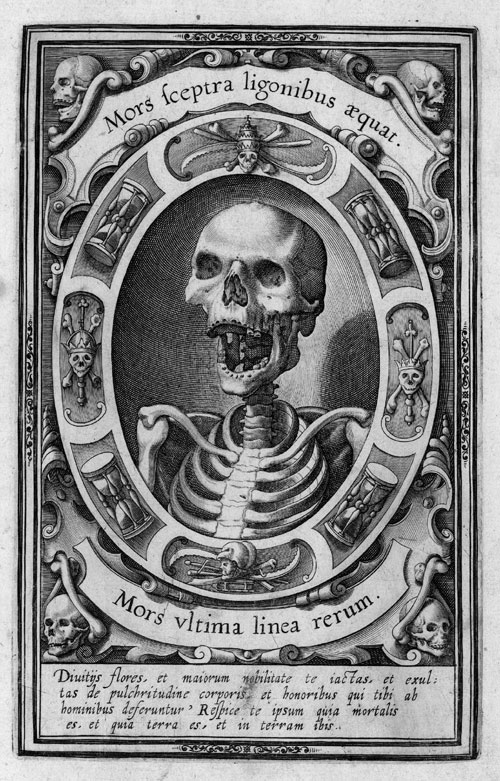
De Dood is de uiterste grens
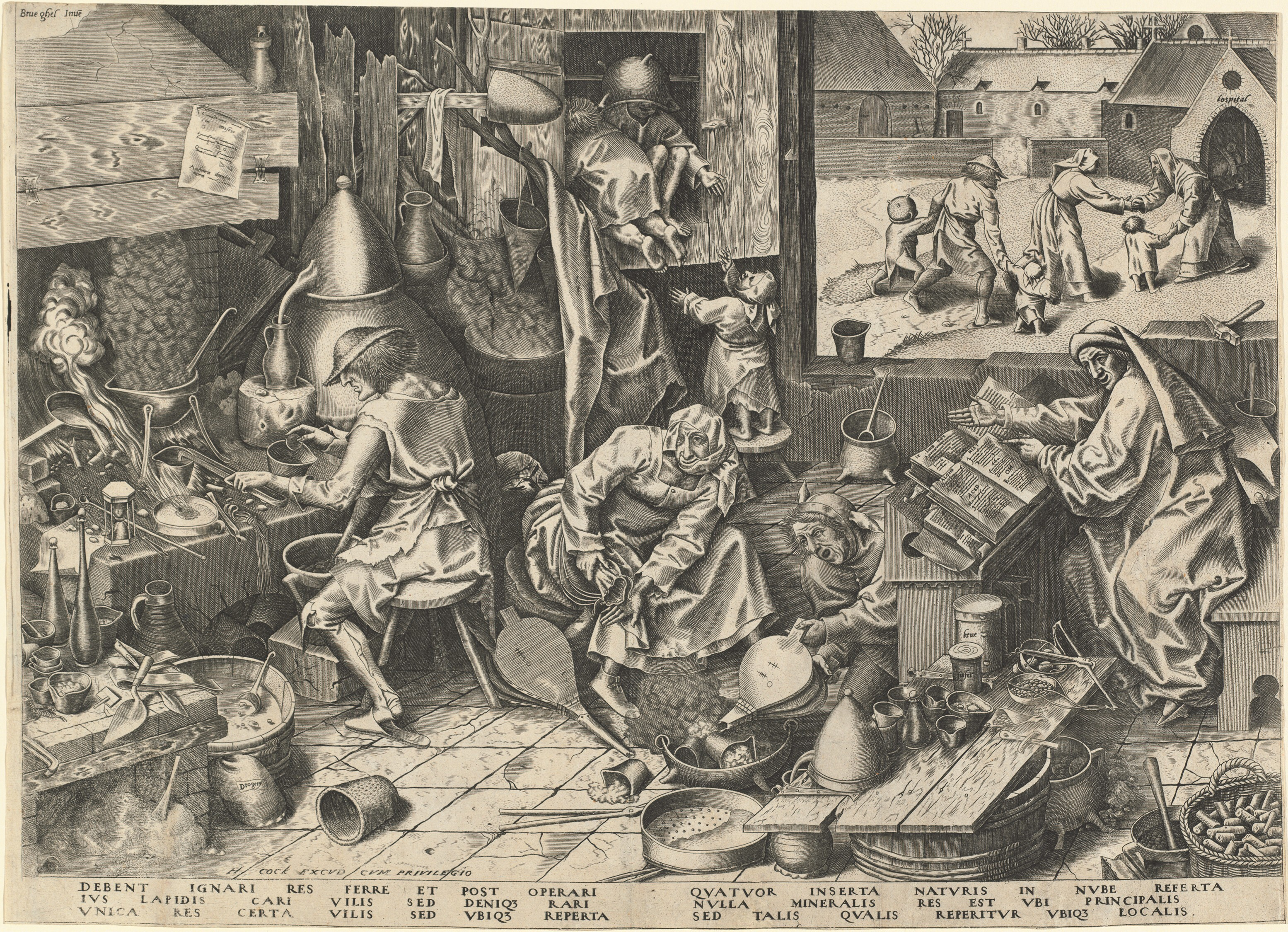
De Alchemist; naar Bruegel
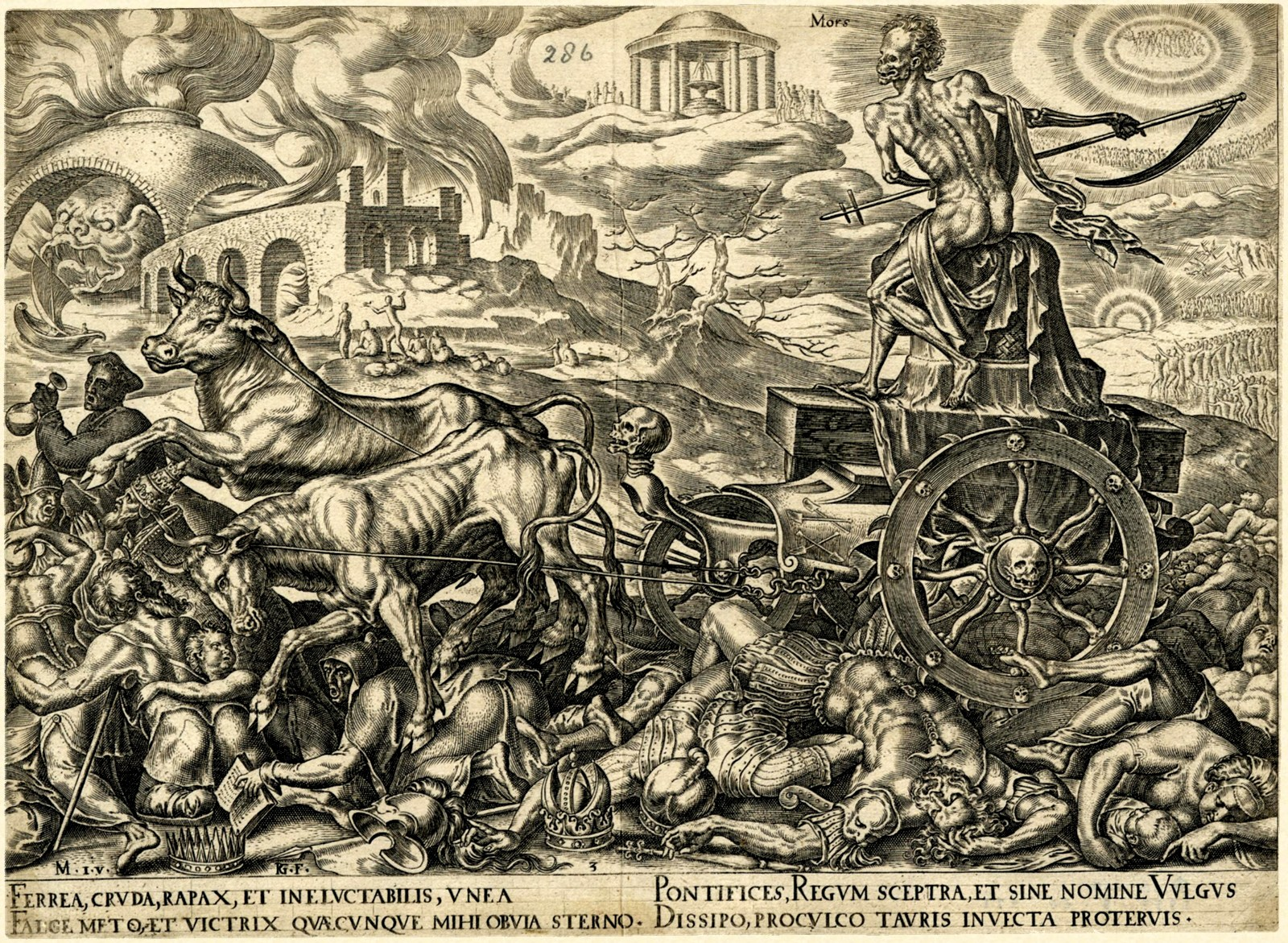
Triomf des Doods
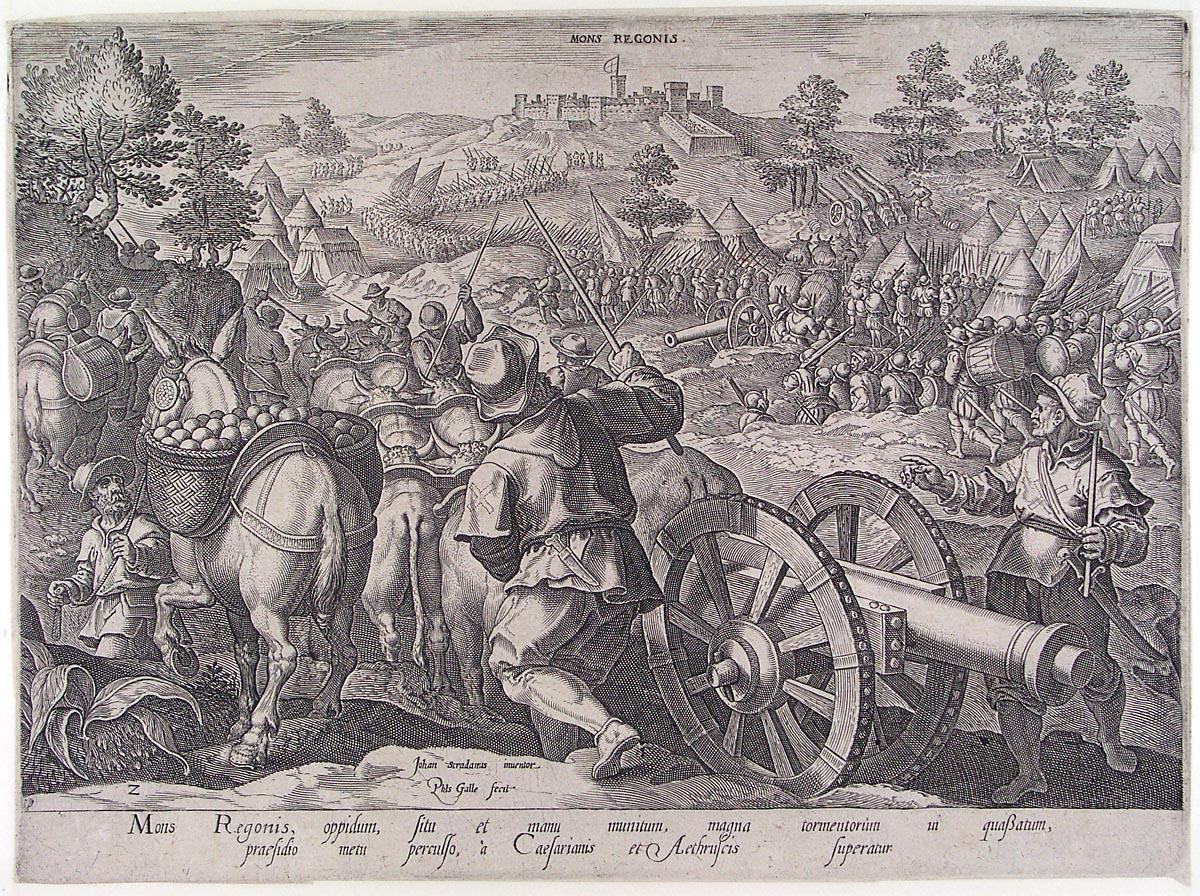
Slag bij Bergen (Mons)
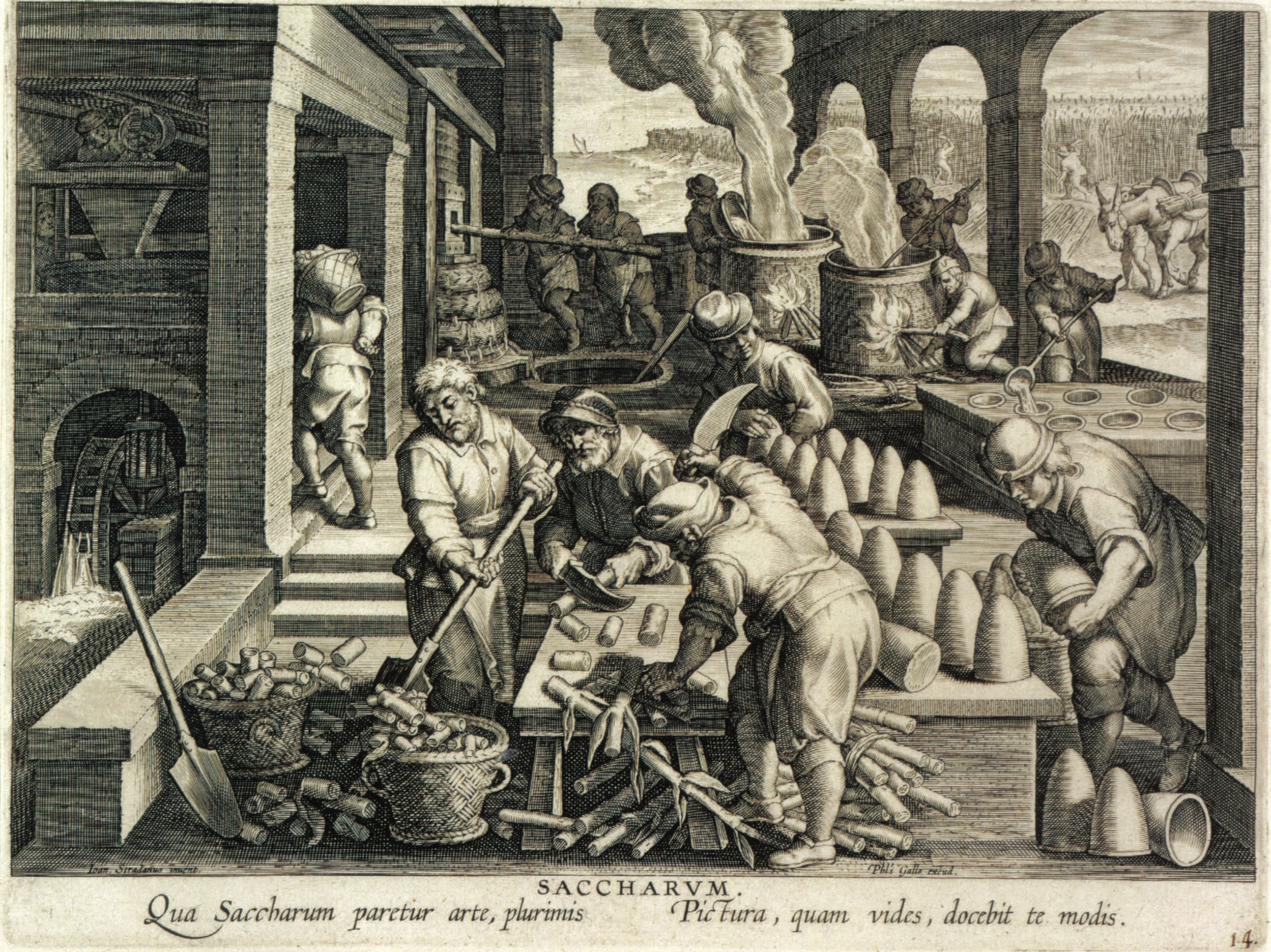
Suikermolen (1591)
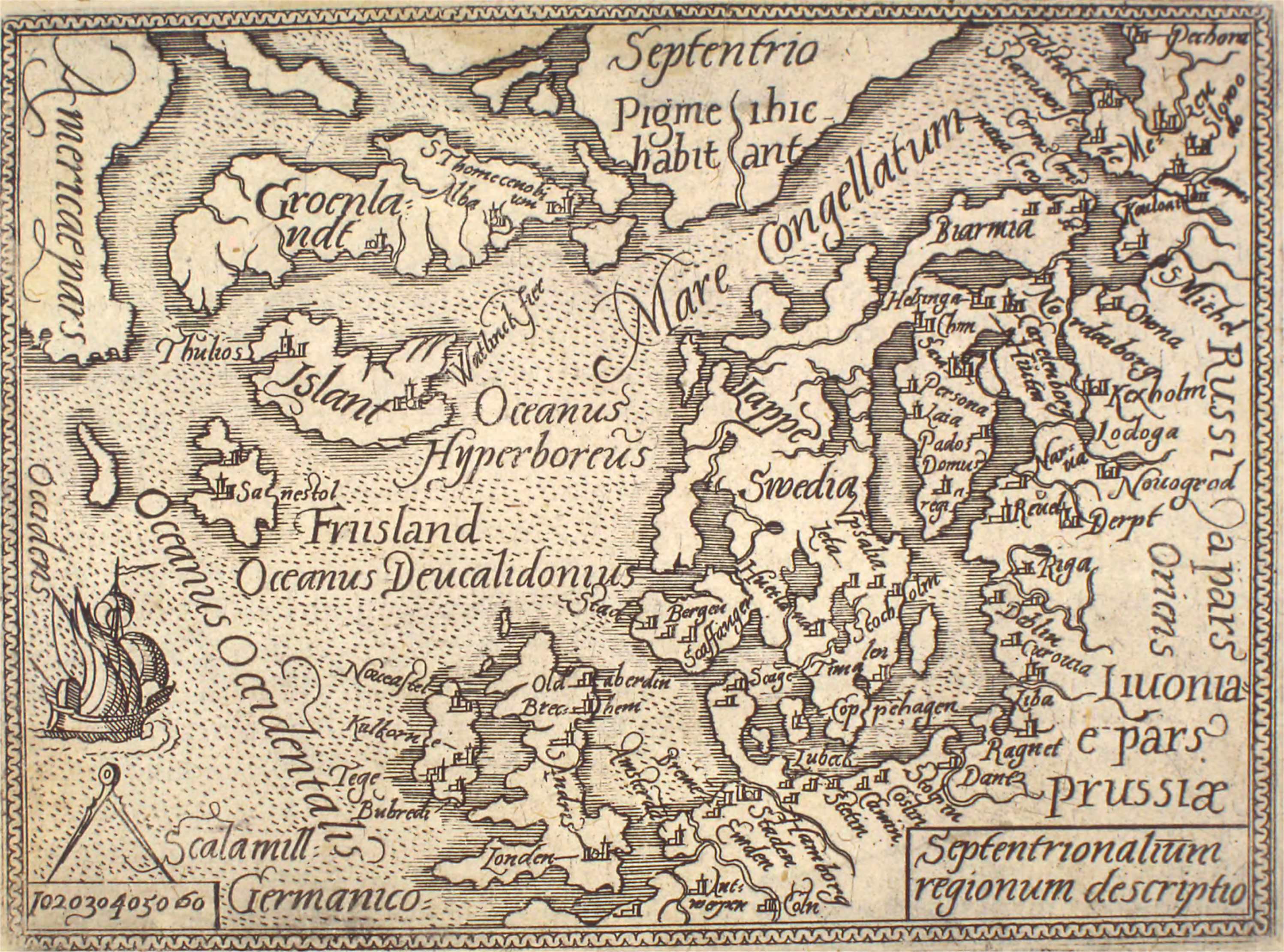
Noord-Europa 1577

- Museum Plantin-Moretus te Antwerpen